# Балки (Запорожская область)
Ба́лки (укр. Балки) — село, Балковский сельский совет, Васильевский район, Запорожская область, Украина.
Код КОАТУУ — 2320981101. Население по переписи 2001 года составляло 6057 человек.
Является административным центром Балковского сельского совета, в который не входят другие населённые пункты.

## Географическое положение
Село Балки находится на левом берегу Каховского водохранилища (Днепр), выше по течению примыкает город Днепрорудное.
Через село проходит автомобильная дорога Р-37.
Рядом проходит железная дорога, станция Платформа 23 км.

## История
Территория современного села была заселена издавна. Здесь обнаружены остатки стоянки эпохи палеолита (около 40 тыс. лет тому назад). В окрестностях — много курганов, из которых исследовано около 100. В них раскопаны погребения эпохи бронзы (III — начало I тысячелетия до н. э.), скифские (IV—III вв. до н. э.), сарматские (II в. до н. э.— II в. н. э.), а также — кочевников IX—XIII вв. н. э.
Дата основания — 1795 год. Первыми поселенцами были государственные крестьяне, прибывшие заселять Таврию из Миргородского уезда Полтавской губернии.
В 1864 году село Балки стало волостным центром.
28 октября 1943 г. части 3-й гвардейской армии 3-го Украинского фронта освободили Балки от немецко-фашистских захватчиков. В боях за село погибли 393 советских воина.
На фронтах Великой Отечественной войны сражались с врагом 778 односельчан, 75 человек награждены орденами и медалями Союза ССР.
444 жителя села отдали жизнь за свободу Отчизны.
29 сентября 1959 года решением облисполкома к селу Балки было присоединено село Елизаветовка, которое было заселено крепостными в 1778 году и изначально называлось Бульбаткой. В 1839 году в него были поселены крепостные, купленные у помещика Трегубова в Екатеринославской губернии.
В 2022 году город был оккупирован российскими войсками в ходе вторжения России на Украину.

## Экономика
- Экотехсервис, ООО.
- ООО «Балка».

## Объекты социальной сферы
- Общеобразовательная школа I—III ступеней
- Общеобразовательная школа I—II ступеней
- Исторический музей.
- Детский сад «Солнышко»

## Известные люди
- Котко, Дмитрий Васильевич — сотник Армии УНР, хоровой дирижёр.
- Макагон, Полина Александровна.

## Достопримечательности
- Гайманова могила — скифский царский курган 4 в. до н. э.